# Volker Lüdemann

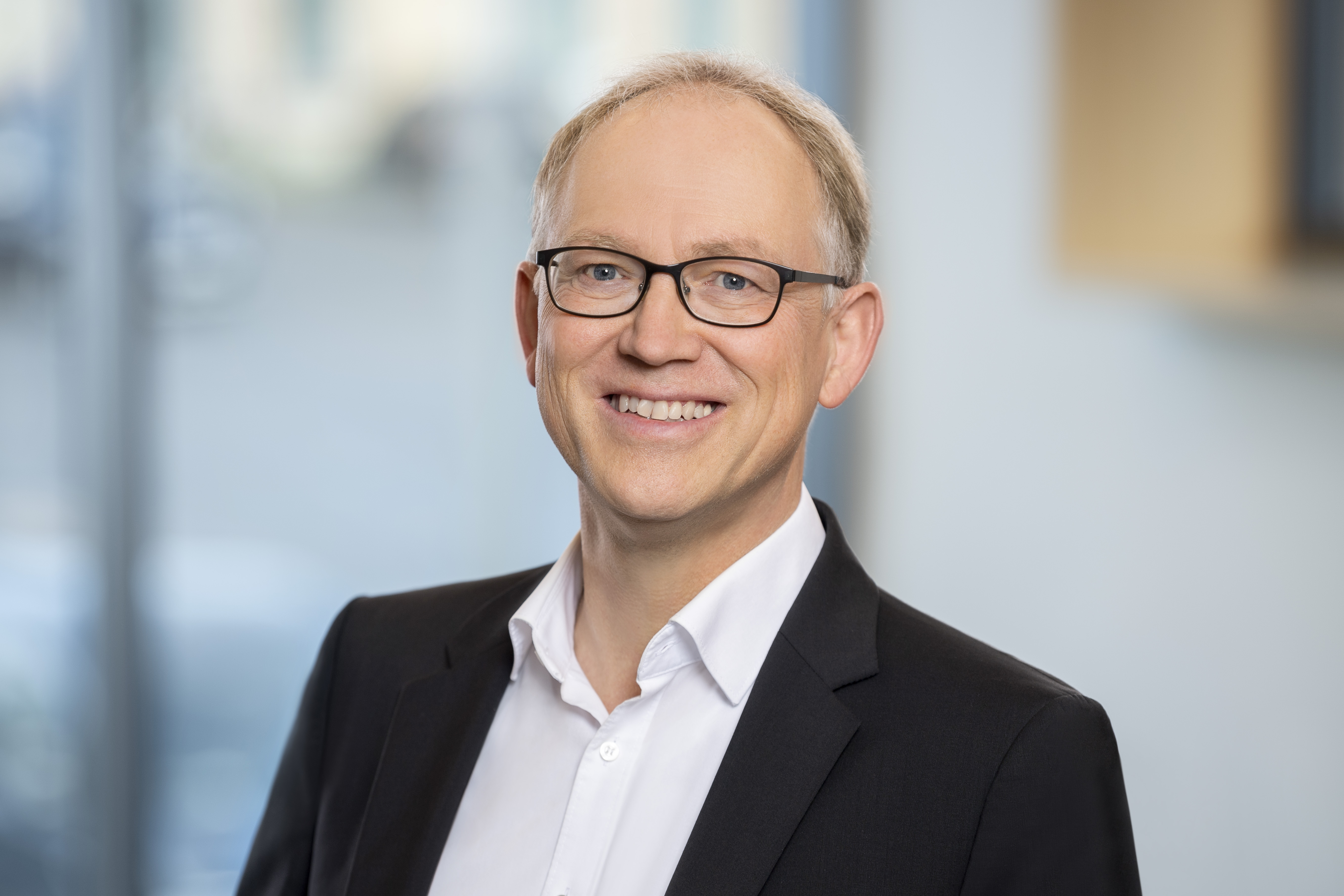
Volker Lüdemann

Volker Lüdemann (* 1966 in Hagen) ist ein deutscher Jurist und Hochschulprofessor. Er ist wissenschaftlicher Leiter des Niedersächsischen Datenschutzzentrums (NDZ) an der Hochschule Osnabrück. Sein Spezialgebiet sind rechtliche und ethische Fragen der Digitalisierung. Im Vordergrund stehen Künstliche Intelligenz, autonomes Fahren, vernetzte Mobilität, Smart Home, E-Health sowie digitale Geschäftsmodelle.

## Leben
Lüdemann absolvierte nach dem Abitur zunächst eine Ausbildung zum Bankkaufmann bei der Deutschen Bank AG in Hagen/Westfalen und eine Dolmetscherausbildung in russischer Sprache am Bundessprachenamt in Hürth.
Von 1990 bis 1995 studierte Lüdemann Rechtswissenschaften und Volkswirtschaftslehre an der Ruprecht-Karls-Universität Heidelberg und der Universität Osnabrück. Im Jahr 1995 legte er das erste juristische Staatsexamen ab. Im Anschluss war er als wissenschaftlicher Mitarbeiter am Institut für Europäische Rechtsgeschichte der Universität Osnabrück beschäftigt. Als Stipendiat der Studienstiftung des deutschen Volkes und der Zeit-Stiftung verbrachte er mehrere Forschungsaufenthalte in der Russischen Föderation, darunter am Institut für Gesetzgebung des Präsidenten der Russischen Föderation.
1997 bis 1999 absolvierte Lüdemann sein Rechtsreferendariat am Oberlandesgericht Braunschweig und legte 1999 das zweite juristische Staatsexamen ab. Im Jahr 2000 wurde er an der Universität Osnabrück mit einer Arbeit über „Das Recht der Aktiengesellschaft in Russland“ zum Dr. jur. promoviert.
Zwischen 1999 und 2009 war Lüdemann in verschiedenen Funktionen innerhalb des Volkswagen-Konzerns tätig. Zunächst als Syndikusanwalt in der Rechtsabteilung der Volkswagen Bank GmbH, anschließend als Syndikusanwalt im Generalsekretariat der Volkswagen Financial Services AG. 2003 wurde er zum Geschäftsführer der Volkswagen Group Finanz, Moskau, berufen, 2005 zum Geschäftsführer der Volkswagen Versicherungsdienst GmbH, Wien. 2008 erfolgte die Aufnahme in das obere Management der Volkswagen Financial Services AG.
Zum Wintersemester 2009 erhielt Lüdemann den Ruf auf die Professur für Wirtschafts- und Wettbewerbsrecht an der Hochschule Osnabrück. Seit 2015 ist er zusätzlich zu seiner Lehrtätigkeit als Leiter des Niedersächsischen Datenschutzzentrums (NDZ) tätig.
Lüdemann ist Sachverständiger beim Deutschen Bundestag und verschiedenen Landesparlamenten, unter anderem war er Sachverständiger für die Bundesregierung im Gesetzgebungsverfahren zum vernetzten und automatisierten Fahren im Jahr 2017.
Darüber hinaus ist Lüdemann Mitglied mehrerer Ethikkommissionen und Aufsichtsräte. Als externer Datenschutzbeauftragter ist er zudem für namhafte private Unternehmen und Körperschaften des öffentlichen Rechts tätig.
Lüdemann ist verheiratet und hat zwei Kinder.